# Камайоре
Камайоре (итал. Camaiore) — коммуна в Италии, располагается в регионе Тоскана, в провинции Лукка.
Население составляет 31 503 человека (2008 г.), плотность населения составляет 377 чел./км². Занимает площадь 85 км². Почтовый индекс — 55041. Телефонный код — 0584.
Покровителем населённого пункта считается святой Бернард.

## Демография
Динамика населения:

## Администрация коммуны
- Официальный сайт: http://www.comune.camaiore.lu.it/